# Biruté Galdikas
Biruté Marija Filomena Galdikas (10 de maig de 1946, Wiesbaden, Alemanya) és una etòloga de nacionalitat canadenca (filla de pares lituans), especialitzada en la primatologia i conservació de l'orangutan. És considerada com la principal experta en el comportament dels orangutans.

## Estudis
Llicenciada en Psicologia i Biologia el 1966 a la Universitat de la Colúmbia Britànica, el 1969 va obtenir el mestratge en Antropologia a la Universitat de Califòrnia, Los Angeles i el 1978 el doctorat a la mateixa universitat.

## Investigacions
Va expressar al paleontòleg Louis Leakey el seu desig d'estudiar els orangutans en el seu hàbitat. Amb el seu suport i amb el patrocini de National Geographic Society, el 1971 Galdikas i el seu marit, el fotògraf Rod Brindamour, van arribar a la Reserva Natural de Tanjung, a les selves de Borneo, Indonèsia, on van desenvolupar minucioses investigacions de camp sobre els orangutans. Exerceix com a investigadora de la Universitat Simon-Fraser del Canadà.
Ha publicat diverses obres sobre els resultats del seu intens treball de camp, entre elles Els meus orangutans: 20 anys entre les persones tímides de la selva (1995); Reflexions de l'Edèn: Els meus anys amb els orangutans de Borneo (1996); Odissea Orangutan (1999) i ha impulsat una campanya internacional per evitar l'extinció de l'orangutan. Va fundar l'Orangutan Foundation International

## Anècdota
Juntament amb altres dues famoses primatòlogues, Dian Fossey, especialista en els goril·les i Jane Goodall especialista en els ximpanzés, són conegudes com Els Àngels de Leakey.